# Gerard Wiarda
Gerardus Johannes Wiarda (Amsterdam, 4 september 1906 – Den Haag, 12 juni 1988) was een Nederlands jurist. Hij specialiseerde zich in het bestuursrecht. Zijn publicaties hadden een civielrechtelijke invalshoek en ze gingen over het snijvlak tussen het publiek- en privaatrecht. Ook trok hij vaak parallellen met het burgerlijk recht.

## Carrière
Gerardus Johannes Wiarda werd geboren op 4 september 1906 in een protestants gezin. Zijn vader was rechter. Hij ging naar het Barlaeus gymnasium in zijn geboorteplaats. In 1924 begon hij aan een studie rechten aan de Gemeente Universiteit van Amsterdam. Zijn studie voltooide hij in 1929. Het jaar erop ging hij aan de slag als advocaat. Hij was slechts voor een krappe twee jaar advocaat, terugkijkend vond hij zichzelf geen goed advocaat. Hierbij moet wel gezegd worden dat Wiarda een bescheiden man was die zelfkritiek niet schuwde. Het ambt van rechter paste echter beter bij hem. En zo begon in 1932 zijn carrière bij de rechtelijke macht als Secretaris van de Raad van Beroep voor de directe belastingen in Amsterdam. In 1934 werd hij - tevens in Amsterdam - rechter-plaatsvervanger. Eind jaren dertig verving hij een zieke kinderrechter waardoor hij veel meer tijd kwijt was aan zijn functie als rechter-plaatsvervanger. In 1944 - tijdens de oorlog - werd hij dan ook rechter. Wiarda ervoer het kinderrechterschap als emotioneel zwaar. In deze periode verdiepte hij zich ook in het Jansenisme, Port Royal en Blaise Pascal hetgeen van invloed zou blijven op zijn latere werk. Ook was hij rechter-commissaris in de strafzaak tegen de meestervervalser Han van Meegeren.
In 1939 promoveerde Wiarda bij Paul Scholten cum laude op het proefschrift Overeenkomsten met Overheden, waarin hij enkele gedachten ontvouwde die later bijdroegen aan de ontwikkeling van het bestuursrecht in Nederland en ook voor de ontwikkeling van publiek-private samenwerkingsverbanden. Hij refereerde hierin vaak aan het burgerlijk recht. Het administratief recht kreeg hierdoor iets eigens, iets unieks. De stijl van het proefschrift is rustig, zonder polemiek of andere stijlmiddelen om het proefschrift een eigen originaliteit te geven. Deze stijl is vrij kenmerkend voor sommige van zijn andere publicaties. Hij hield dan ook niet van discussies over theoretische uitgangspunten of over de vorm als je toch tot hetzelfde resultaat zou komen. Het snijvlak tussen publiek en privaatrecht, dat hij in zijn proefschrift behandelt is een terugkerend thema in zijn publicaties.
In 1947 werd hij benoemd tot hoogleraar Administratief Recht aan de Rijksuniversiteit Utrecht. Hij aanvaardde het ambt met de rede De wetenschap van het bestuursrecht en de spanning tussen gezag en gerechtigheid. Zijn loopbaan als hoogleraar zou maar kort duren en hij heeft zich nooit helemaal op zijn plaats gevoeld aan de Rijksuniversiteit Utrecht. Dit kwam deels omdat hij zichzelf te onervaren vond in een bestuursfunctie maar ook omdat hij zichzelf als generalist zag en niet als iemand die zich vooral op één rechtsgebied toelegde.
In 1950 werd hij benoemd tot raadsheer in de Hoge Raad der Nederlanden waar na de Tweede Wereldoorlog ten gevolge van de zuivering vacatures openvielen. Gedurende zijn lidmaatschap van de Hoge Raad was hij actief als bestuurder, onder meer van de Stichting Custodia te Parijs (nauw verwant aan het Institut Néerlandais). In 1952 publiceerde hij het pre-advies algemene beginselen van behoorlijk bestuur voor de Vereniging van Administratief Recht. Dit pre-advies speelde een belangrijke rol bij de verdere uitwerking van de algemene beginselen van behoorlijk bestuur.
Zijn belangrijkste werk is het essay Drie Typen van Rechtsvinding uit 1963, dat later - zelfstandig uitgegeven - tientallen jaren tot de standaardliteratuur van alle Nederlandse rechtenstudenten zou behoren. Drie Typen van Rechtsvinding borduurt voort op een werk van zijn leermeester Scholten, namelijk het Algemeen deel van de Asser-serie. De denkwijze van Wiarda is naar eigen zeggen ook beïnvloed door Meijers wiens gedachtegoed hij heeft meegekregen via F.J. de Jong. Maar hij bleef toch bovenal een aanhanger van de opvattingen van zijn leermeester. In Drie Typen van Rechtsvinding baseert hij de drie typen op een vergelijking van Montesquieu.
Van 1972 tot 1976 was Wiarda president van de Hoge Raad der Nederlanden. Voorts was hij vanaf de oprichting in 1974 tot zijn emeritaat in 1976 voorzitter van het Benelux-Gerechtshof. Na zijn pensionering werd hij eerst echt actief bij het Europees Hof voor de Rechten van de Mens, waarin hij sedert 1966 de Nederlandse vertegenwoordiger was geweest en waarvan hij van 1981 tot 1985 president was. Bij zijn afscheid als president van het Europese Hof voor de Rechten van de Mens werd hij Ridder Grootkruis in de Orde van Oranje-Nassau. Nadien vervulde hij tijdens collegejaar 1986-1987 bijzonder hoogleraarschap op de Tinbergen-leerstoel aan de Erasmus Universiteit Rotterdam. Hij aanvaardde dit ambt met de rede Rechterlijke voortvarendheid en rechterlijke terughoudendheid bij de toepassing van de Europese Conventie ter bescherming van de rechten van de mens.
Hij overleed op 12 juni 1988 in Den Haag.

## Persoonlijk
In 1932 huwde hij Sandra Moltzer (1908-2009), dochter van een remonstrants predikant, tevens jurist, die later betrokken was bij de ontwikkeling van armoedebestrijding en de sociale beweging. Zij hadden vier kinderen; een van hen, Louise (geb. 1933) trouwde met hoogleraar Arent Jacob Otto van Wassenaer van Catwijck.
Hij bezat sinds 1961 een boerderijtje in het Woold bij Winterswijk. Hij verordonneerde dat in zijn rouwadvertenties geen van zijn onderscheidingen mochten worden vermeld.

## Publicaties (selectie)
- Drie Typen van Rechtsvinding (1963, later overgenomen door T. Koopmans).
- Algemene beginselen van behoorlijk bestuur (1952, preadvies).
- Overeenkomsten met Overheden (1939).

- Biografisch Portaal: 09887856
- Gemeinsame Normdatei: 1044933461
- International Standard Name Identifier: 0000 0000 8299 4096
- Library of Congress Control Number: n80162257
- Nederlandse Thesaurus van Auteursnamen: 068315074
- Système universitaire de documentation: 170302695
- Virtual International Authority File: 40009849
- WorldCat: E39PBJqk64MjCXVtYryMRv7CQq